# Jani Liimatainen
Jani Allan Kristian Liimatainen, född 9 september 1980 i Kemi, är en finländsk musiker. Han spelade gitarr i och var en av dem som bildade power metal-bandet Sonata Arctica.
Han har också varit gitarrist och keyboardist i bandet Altaria. Han har även medverkat i specialutgåvan från Young Guitar. Även om han tog några gitarrlektioner när han var yngre så har han lärt sig mycket själv. I maj 2007 bestämde sig Liimatainen och de andra medlemmarna i Sonata Arctica att gå skilda vägar. Han och bandet skildes i vänskap och han blev sedan ersatt av den nya gitarristen Elias Viljanen.
I oktober 2007 var han frontgitarrist för metalsångaren Paul Di'Annos finska turné.
2009 bildade Jani Liimatainen, Mikko Härkin, Stratovarius sångare Timo Kotipelto, Norther och Wintersuns basist Jukka Koskinen och trummisen Jani Hurula det nya finska power metal-bandet Cain's Offering. Deras debutalbum Gather the Faithful släpptes i juli 2009; Jani Liimatainen har skrivit alla albumets låtar.
Jani spelar numera i The Dark Element (med Anette Olzon som sångerska) och i Insomnium där han började som turnémedlem 2015 och blev fast medlem 2019.

## Diskografi

### Tricky Beans
- Friends till the End (Demo) (1996)
- Agre Pamppers (Demo) (1996)
- Peace Maker (Demo) (1997)
- Fullmoon (Demo) (1999)

### Sonata Arctica
- Ecliptica (1999)
- Silence (2001)
- Winterheart's Guild (2003)
- Reckoning Night (2004)
- Unia (2007)

### Altaria
- Invitation (2003)
- Divinity (2004)

### Sydänpuu
- Sydänpuu (Single) (2005)
- Malja (Single) (2013)

### Graveyard Shift
- Demo 2005 (Demo) (2005)

### Cain's Offering
- Gaither the Faithful (2009)
- Stormcrow (2015)

### Timo Kotipelto
- Blackoustic (2012)

### The Dark Element
- The Dark Element (2017)
- Songs The Night Sings (2019)

### Insomnium
- Heart Like A Grave (2019)
- Anno 1696 (2023)

### Solo
- My Father's Son (2022)

### Gästframträdanden och annat arbete
- Celesty - Reign of Elements (2002) - gästgitarrer på "Revenge"
- Human Temple - Insomnia (2004) - gitarr solo på "Animal"
- Idols Finalistit 2005 - Idol 2005 (2005) - gästarrangör på "Tallulah" genom Agnes Pihlava
- Altaria - The Fallen Empire (2006) - musik på "Abyss of Twilight"
- Sturm und Drang - Rock N' Roll Children (2008) - låttexter på "Land of the Heroes" och "The River Runs Dry"
- Karmic Link - No Light but Rather Darkness Visible (2008) - gästgitarrer på "Devil's Dance"
- Celesty - Vendetta (2009) - backsång
- Human Temple - Murder of Crows (2010) - gästgitarrer på "Not My Fault"
- Stratovarius - Elysium (2011) - körsång
- Stratovarius - Nemesis (2013) - backsång och akustisk gitarr på "If the Story is Over"
- Arion - New Dawn (EP) (2013) - låttexter på "Seven (single version)" och "Lost"
- Antti Railio – Vieras Maa (2014) - gästgitarrer på "Halla Ja Etelätuuli", "Kaiken Muun Saa Viedä" och "Pieni Ihminen"
- Arion - Last of Us (2014) - Sångtexter
- Place Vendome - Close to the Sun (2017) - gästlåtskrivare på "Welcome to the Edge"
- SoulSpell - The Second Big Bang (2017) - gitarr solo på "The Second Big Bang", "White Lion of Goldah" och "Alexandria (Apocalypse version)"
- Arion - Life Is Not Beautiful (2018) - ytterligare sångtexter
- Antti Railio – Sun Jälkeen Routaa (Single) (2019) - Gästkompositör
- Omnium Gatherum - Origin (2021) - backing gästsång på "Reckoning" och "Fortitude"
- Stratovarius - Survive (2022) - körsång
- Kamelot - The Awakening (2023) - låttexter på "The Great Divide"